# ヘンリー・バウチャー (第2代エセックス伯)

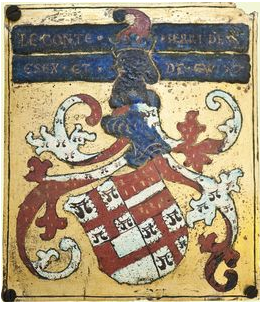
第2代エセックス伯ヘンリー・バウチャーのガーター騎士のプレート。1499年にガーター騎士に叙された。ヘンリーの名前、爵位および紋章が描かれている。

第2代エセックス伯爵・第3代ウー伯爵ヘンリー・バウチャー（英: Henry Bourchier, 2nd Earl of Essex, 3rd Count of Eu KG KB PC、1472年 - 1539年3月13日）は、イングランド王ヘンリー7世およびヘンリー8世のもとで軍人、廷臣を務めた貴族。メアリー・セイと結婚し、一人娘のアンをもうけた。アンは相続人としてバウチャー男爵位を継承した。

## 生涯
ヘンリー・バウチャーは、バウチャー子爵ウィリアム・バウチャーとアン・ウッドヴィルの息子として1472年に生まれた。母を通じて、エドワード4世の王妃エリザベス・ウッドヴィルの甥にあたる。1483年に祖父である初代エセックス伯ヘンリー・バウチャーが亡くなった際に、第2代エセックス伯爵、第6代バウチャー男爵、第3代ウー伯爵、第2代バウチャー子爵の称号を継承した。1512年頃にメアリー・セイ（1474年 - 1535年）と、1536年頃にメアリー・ブラント（1498年 - 1555年）と結婚した。
ヘンリーはヘンリー7世の枢密院の一員をつとめた。1492年のブローニュ包囲戦に参加し、5年後にはブラックヒースの反乱軍に対する分遣隊を率いた。ヘンリー8世が王位に就くと、新たに護衛隊の隊長に任命された。
1513年、拍車の戦いにおいて騎兵の先鋒を指揮し、突撃を命じてフランス軍を敗走させた。その後、槍軍中将としてテルアンヌとトゥルネーの包囲戦に参加し、翌年には国王軍の司令官に任命された。1520年、フランスでヘンリー
8世がフランス王と金襴の陣において会見したとき、彼はヘンリー8世の随行員をつとめ、王剣を携える役目を担った。
ヘンリーは、1521年に第3代バッキンガム公エドワード・スタッフォードが反逆罪で裁かれた際に裁判の判事の1人であった。ヘンリーは、バッキンガム公より没収された領地から分け前としてベッドミンスターの荘園を受け取った。
1539年3月、ヘンリーは落馬して首を骨折し、その怪我により亡くなり、エセックスのリトル・イーストン教会に埋葬された。男子がいなかったため、エセックス伯爵位およびウー伯爵位は断絶したが、バウチャー男爵位は娘のアンが継承した。アンは王妃キャサリン・パーの弟であるケンダルのパー男爵ウィリアム・パーと結婚した。夫ウィリアム・パーは1543年にエセックス伯、1547年にノーサンプトン侯に叙せられたが、アンは後に夫と離婚した。